# استفان ریچارد
استفان ریچارد، (به فرانسوی: Stéphane Richard) (زاده ۲۴ آوریل ۱۹۶۱) کارآفرین، صنعتگر و مدیر ارشد اجرایی فرانسوی است، که در حال حاضر به‌عنوان مدیر عامل اجرایی شرکت اورنج فعالیت می‌نماید. وی پیش‌تر در فاصله سال‌های ۲۰۰۹ تا ۲۰۱۱ مدیرعامل شرکت فرانس تلکوم بود.